# Pingvinen
Pingvinen (engelska: The Penguin) är en seriefigur, en skurk som förekommer i Batman, och debuterade i Detective Comics #58 (december 1941). Figuren skapades av Bob Kane och Bill Finger. Figuren är känd som en av Batmans äldsta och mest långlivade fiender. Han är en gangster och tjuv som beskriver sig själv som en "gentlemannabrottsling". Hans verksamhet på sin nattklubb fungerar som en täckmantel för hans kriminella aktivitet, eftersom han helst håller en låg profil. Till skillnad från de flesta andra av Batmans fiender så är Pingvinen i full kontroll över sina handlingar och är helt sinnesfrisk.
Figuren rankades år 2009 som nummer 51 i IGN:s lista över de 100 bästa serietidningsskurkarna någonsin.

## Historik
Enligt Bob Kane inspirerades figuren från den dåvarande maskoten till cigarettmärket Kool, vilket var en pingvin med hög hatt och käpp. Bill Finger tyckte att bilden av det höga samhällets herrar i smoking påminde om kejsarpingviner.

## Fiktiv biografi
Som barn blev Oswald Cobblepot mobbad för sin kortväxthet, vikt och näbbliknande näsa. I vissa medier är hans fingrar "sammansmälta", vilket resulterar i fenliknande händer. Flera berättelser indikerar att han som barn alltid tvingades till att bära ett paraply av sin överbeskyddande mor, på grund av hans fars död genom lunginflammation. Hans mor ägde sällskapsfåglar som Cobblepot öste uppmärksamhet över, och var enligt honom hans enda vänner. I vissa versioner vänder sig Cobblepot till brott efter sin mors död, då fåglarna blir beslagtagna för att hans mors skulder skulle betalas. I andra är han utstött i sin höga samhällsfamilj, och deras förkastande driver honom till att bli en brottsling. I enlighet med sitt ursprung driver Pingvinen sin brottsliga karriär med klass. Han föredrar att vara klädd i högtidskläder, såsom hög hatt, monokel och smoking under sina brottsliga handlingar.
Namnet "Pingvinen" fick han av ett glåpord som kastades efter honom under hans uppväxt, som spelade på hans gräsliga yttre och hans attraktion till fåglar. I en tidig uppgift när Cobblepot först försökte gå med i ett gäng blev han kallad en "pingvin" och hånad för sitt paraply innan han bokstavligen sparkades ut ur brottslyan. Upprörd över avslaget beslöt han sig för att göra "Pingvinen" till ett namn att frukta, och paraplyet till ett skräckinjagande vapen. Han återvände till lyan och dödade maffiabossen med "världens första .45-kaliberparaply" och krävde sedan att bli ledare över de då skräckslagna brottslingarna. Några berättelser senare tyder på att han försökte att överge sitt öknamn, som han hatade.
Då han ursprungligen enbart var känd under sitt alias dök Pingvinen först upp i Gotham City som en skicklig tjuv. Han smugglade då ut en ovärderlig målning från ett museum genom att gömma den hoprullade målarduken i handtaget på sitt paraply. Pingvinen visade sedan denna för en brottsliga för att visa dem sin kapacitet, som han fick gå med. Med Pingvinens hjälp började ligan begå ett flertal lyckade rån, men ledaren började så småningom att avvisa honom. Detta ledde till att Cobblepot dödade honom med sin paraplypistol. Pingvinen blev ledare för ligan och försökte neutralisera Batman genom att sätta dit honom för stöld. Hans planer misslyckades så småningom, men han själv kom undan.
Pingvinen var en långvarig motståndare till den dynamiska duon under Golden och Silver Age. Han smidde planer efter planer, som inkluderade att slå ihop sig med Jokern, försöka pressa pengar från ett rederi genom att låtsas blinkfrysa en medlem av dess styrelse och att delta i Hugo Stranges auktion av Batmans hemliga identitet.
Pingvinens sista framträdande i Pre-Crisis var, passande nog, i den sista upplagan av Batmans Earth-One-serie. Efter att han och en mängd andra av Batmans fiender bröt sig ut ur Arkham Asylum och Blackgate Prison med hjälp av Ra's al Ghul accepterade Pingvinen den odödlige terroristens erbjudande och genomförde Ghuls planer att kidnappa Batmans vänner och allierade. Pingvinen, tillsammans med Jokern, Hattmakaren, Cavalier, Deadshot och Killer Moth, belägrade Gotham Citys polishögkvarter. Han blev dock upprörd när Jokern saboterade deras försök att hålla kommissarie Gordon för lösen. Det utbröt ett dödläge med Jokern på den ena sidan och med Pingvinen och Hattmakaren på den andra. Jokern slog snabbt ut dem båda med en dos av sin skrattgas från en av hans många anordningar.
Pingvinen återkommer dock i Post-Crisis med nya kriminella gärningar.

## Krafter och förmågor
Pingvinen är en mästerbrottsling och mycket skicklig strateg. Han använder sitt intellekt för att vinna rikedom och makt genom kriminella medel. I drift helt av egenintresse bygger Pingvinen på list, kvickhet och hotelser för att utnyttja sin omgivning på vinst. Han planerar oftast brott, men begår dem sällan själv. Även om strider och hårt arbete mestadels hänvisas till hans hejdukar drar han sig inte alltid ifrån att ta aggressiva och dödliga handlingar på egen hand, särskilt då han är uppretad. Trots sin korpulenta fysik är han en farlig närstridskämpe, och har tillräckligt med självlärda kunskaper i judo och boxning för att segra över angripare många gånger sin storlek. Men till skillnad från Jokern så är hans kampsportsfärdigheter inte dugliga nog för att göra honom till ett stort hot mot Batman.
Pingvinen bär alltid ett paraply, på grund av hans mors tvångsmässiga krav. Paraplyerna innehåller vanligtvis vapen som kulsprutor, svärd, missiler, lasrar, eldkastare och syrasprutande anordningar. Han bär oftast ett paraply som kan omvandla sin topp till snurrande blad. Detta kan användas som en minihelikopter eller som ett angripande vapen. Han använder ofta detta för att undkomma en hotande situation. Ett annat paraply har ett spiralmönster på toppen, med vilken han kan hypnotisera fiender.

## I andra medier

### Burgess Meredith

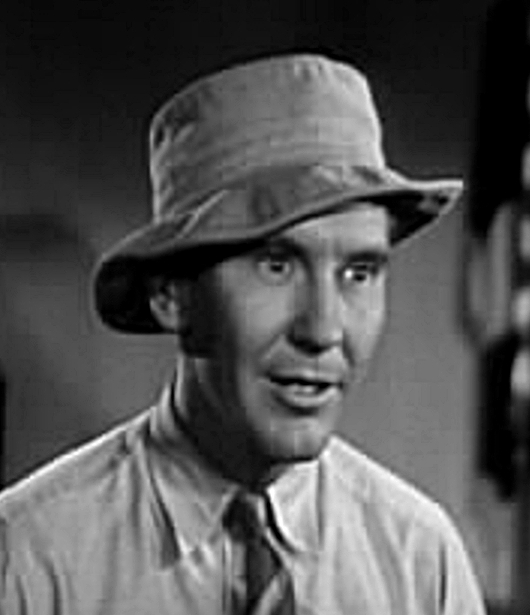
Burgess Meredith spelade Pingvinen i Läderlappen (1966)

I Läderlappen från 1960-talet spelas Pingvinen av Burgess Meredith. Han medverkade i 19 avsnitt och var därigenom en av de mest återkommande skurkarna i serien. Pingvinen är, liksom i serietidningarna, en genial mästerbrottsling, som utför noga planerade brott. Merediths framträdande är kanske mest minnesvärt för hans kvackande signaturskratt. Meredith förklarade under en intervju att "skrattet" i själva verket var harklingar som orsakades av röken från cigaretterna som han alltid rökte under tagningarna. Röken irriterade hans hals eftersom han under den tiden inte var rökare. Eftersom de inte hade tid att göra många omtagningar fungerade "skrattet" som ett sätt att motverka irritationen under inspelningarna. Även om Merediths skratt var oavsiktligt har det med sannolikhet påverkat en del framtida skildringar av figuren.
Meredith medverkar även som Pingvinen i långfilmen som bygger på TV-serien. Han är då en av huvudskurkarna tillsammans med Jokern, Gåtan och Kattkvinnan.
Meredith gjorde även en kortvarig cameo som Pingvinen i avsnittet "Monkees Blow Their Minds" av TV-serien The Monkees (dock utan lösnäsan och bär en svart hög hatt istället för en lila).

### Ted Knight
Ted Knight medverkar som Pingvinens röst i den animerade TV-serien The Adventures of Batman, som producerades mellan 1968 och 1969. Han repriserar denna roll i två filmer av serien The New Scooby-Doo Movies, då Batman och Robin träffar Scooby-Doo och hans vänner, där Pingvinen tillsammans med Jokern medverkar som huvudskurkarna.

### Lennie Weinrib
I Filmation-serien The New Adventures of Batman görs Pingvinens röst av Lennie Weinrib. Han ger ofta ifrån sig "r"-ljud och kvackande skratt, likt Merediths tolkning av figuren. Han medverkar i avsnitten "Reading, Writing and Wronging", "Birds of a Feather Fool Around Together" och "Have an Evil Day", del 1 och 2.

### Robert Morse
Pingvinen medverkar i The Super Powers Team: Galactic Guardians i avsnittet "The Case of the Stolen Powers", med röst av Robert Morse. Han sitter här i samma fängelsecell som Felix Faust. Han får Stålmannens superkrafter av en slump när Felix Faust försöker ta dem själv. Varken Batman eller Robin medverkar i detta avsnitt.

### Danny DeVito

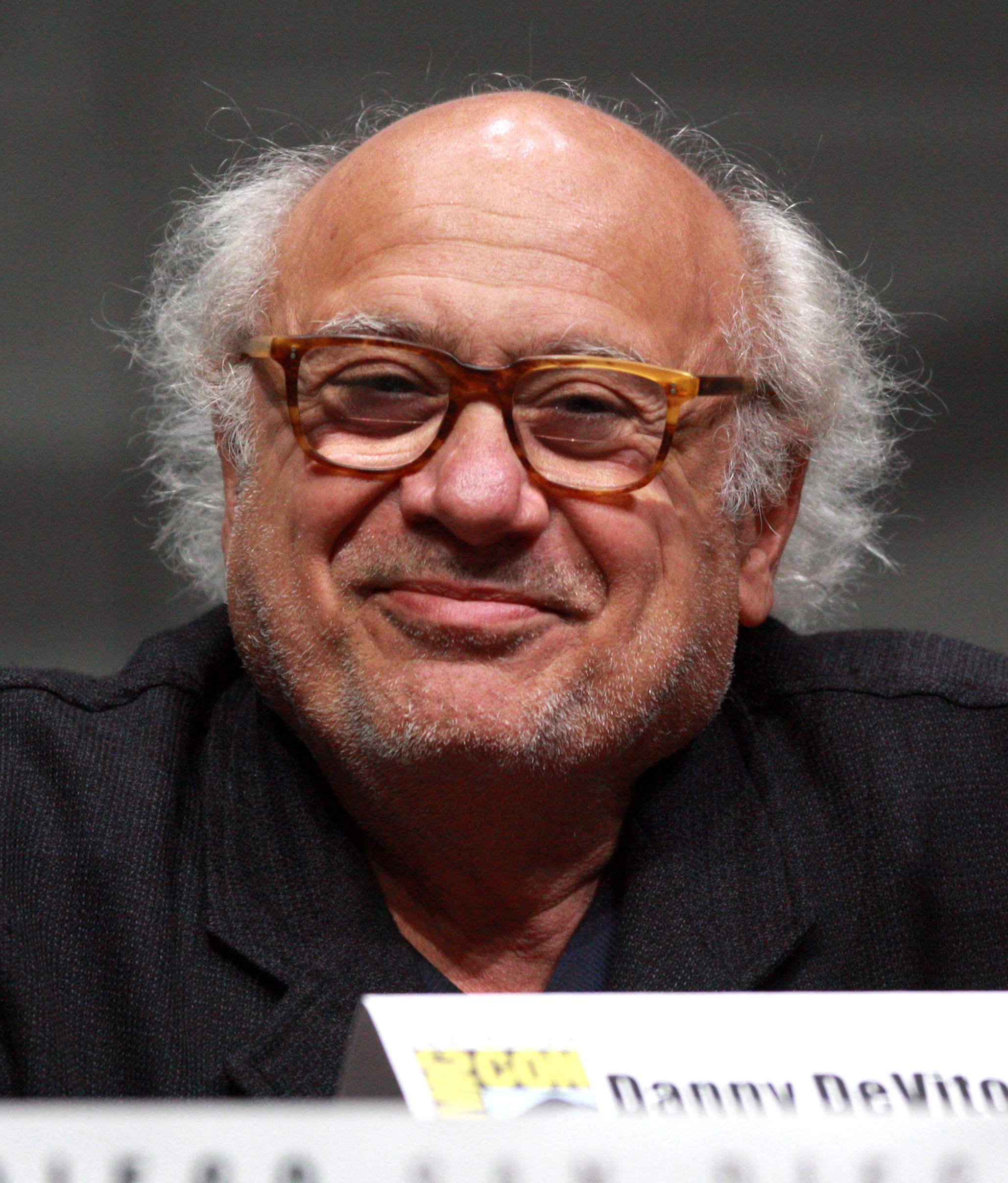
Danny DeVito spelade Pingvinen i Batman - Återkomsten (1992)

I Batman - Återkomsten spelas Pingvinen av Danny DeVito och medverkar som en av huvudskurkarna tillsammans med Catwoman. Detta är dock en helt annan version av Pingvinen - ett "missfoster" som blev nedkastad i en å av sina föräldrar eftersom de tyckte att han var missbildad och ful. Från ån flöt han vidare till avloppet där han levde sitt liv med pingvinerna och en ligistgrupp bestående av akrobater. I vuxen ålder slår han sig samman med den skurkaktiga affärsmannen Max Shreck så att han kan komma in Gothams höga samhälle och bli framröstad som borgmästare. Då Batman börjar korsa Pingvinens planer bestämmer han sig för att göra Batman till den mest hatade personen i Gotham. Han slår ihop sig med Catwoman, som också har ett horn i sidan till Batman, och de börjar smida sina planer. De kidnappar först isprinsessan, får henne att falla ned från ett hustak och låter Batman ta skulden. Efter det tar Pingvinen kontrollen över batmobilen med hjälp av fjärrstyrning och låter Batman ta skulden för vårdslös körning, som Batman till slut lyckas stoppa. Då Pingvinens borgmästarkampanj blir till ett misslyckande tack vare Batman blir han bortjagad av invånarna. Han återvänder då till kloaken och bestämmer sig för att sätta sin plan i verket, att kidnappa alla förstfödda söner i Gotham och dränka dem i kloakvattnet. Batman stoppar Pingvinens plan, varpå Pingvinen tänker avfyra missiler i Gotham från sina sinneskontrollerade pingviner. Batman lyckas dock störa frekvensen och avfyrar missilerna mot Pingvinens högkvarter. Efter ett kort slagsmål faller Pingvinen ned i det giftiga vattnet i sin lya. Efter Max Shrecks död och Catwomans undanflykt med ett av sina nio liv i behåll dyker Pingvinen upp ur det giftiga vattnet och gör sig beredd på att döda Batman. Men eftersom Pingvinen är så svårt skadad faller han snart död mot marken. Hans pingviner ger honom därefter en "begravning" i det kalla vattnet.

### Paul Williams
I DC comics universe lästes Pingvinens originalröst av Paul Williams, och på svenska av Per Sandborgh. Han är en av de återkommande skurkarna i Batman: The Animated Series, där hans fysik blivit anpassad efter Danny DeVitos version i Batman - Återkomsten genom TV-serien och filmens nära produktionsperiod. Han uppvisar dock samma raffinerade manér som sin motsvarighet i serietidningarna. Pingvinen dyker även upp i The New Batman Adventures, där han driver nattklubben Iceberg Lounge. I den versionen har han sitt traditionella utseende. Den sistnämnda versionen gör även ett kort framträdande i Stålmannen-avsnittet "Knight Time", i vilket Stålmannen, utklädd till den då försvunna Batman, frågar honom var han och Robin (Tim Drake) kan hitta Hattmakaren.

### David Ogden Stiers
Han medverkar som huvudskurken i Batman: Mystery of the Batwoman, den här gången med röst av David Ogden Stiers. I filmen har Pingvinen, Rupert Thorne och Carlton Duquesne en olaga vapenhandel med Kasnias president. Pingvinen anställer Bane som skurkarnas starke hand för att tampas med de som hotar deras planer, Batman och de tre Batwomen. I den svenska dubbningen repriserades hans röst av Per Sandborgh.

### Tom Kenny
Figuren dyker upp i The Batman, med röst av Tom Kenny. I denna kontinuitet är Pingvinens huvudmål att återupprätta familjen Cobblepots rikedom genom att stjäla från medborgarna i Gotham. Medan han uppvisar kärlek till fåglar och en aristokratisk klädsel, likt motsvarigheten i serietidningarna, hade han dock ett deformerat utseende, likt versionen från Batman - Återkomsten. Kenny repriserar denna roll i långfilmen The Batman vs Dracula.

### Stephen Root
I TV-serien Batman: Den tappre och modige görs Pingvinens röst av Stephen Root. Han har dock ingen framträdande roll i serien. Bortsett från avsnittet "Aquaman's Outrageous Adventure!" gör han bara cameos i avsnitten "Legends of the Dark Mite!", "Chill of the Night!", "Chill of the Night!" och "Night of the Batmen!".

### Nolan North
Pingvinen dyker upp i TV-spelet Batman: Arkham City, med röst av Nolan North. Pingvinens familj förlorade all sin ekonomi på grund av en tvist med Wayne-familjen, och hyser därför ett stort agg mot Bruce. Han har kontroll över det gamla naturhistoriska museet där han spärrar in många fångar för att lägga till dem i sin samling av lakejer. Han och hans gäng slåss mot Two-Face och Jokerns gäng om kontrollen över Arkham City. Spelaren (som Bruce Wayne) stöter först på Pingvinen i Arkham Asylum, då han och hans hejdukar anfaller Bruce. Pingvinens får dock sin hand bruten och Bruce slår ut alla hans hejdukar. Därefter möter Batman honom i museet, då en större samling av Pingvinens hejdukar, samt en titan, anfaller spelaren. Efter det stjäl Pingvinen Mr Freezes frysgenererande vapen och spärrar in forskaren i en behållare utan hans frysbevarande dräkt, vilket gör honom sårbar. Efter ännu ett misslyckat anfall får Batman möta Pingvinens nye hejduk, Solomon Grundy. Efter Grundys nederlag får Pingvinen ta konsekvenserna för Mr Freezes vrede. Pingvinen återkommer i en yngre version i Batman: Arkham Origins.

### Robin Lord Taylor
I TV-serien Gotham spelar Robin Lord Taylor en yngre version av Oswald Cobblepot. Denna version av Pingvinen är en hänsynslös och obetydlig brottsling som arbetar för gangstern Fish Mooney. Han uppfostrades av sin mor, Gertrude Kapelput, som var en nederländsk invandrare.